# Зона (музика)
Зона в музичній акустиці — співвідношення об'єктивних акустичних параметрів музичної мови (частота, кількість, амплітуда, часова тривалість, спектр коливань тощо) та показників їхнього суб'єктивного сприймання людиною (висота, гучність, тривалість, динаміка, агогіка, тембр тощо), тобто кількісна характеристика якісних показників засобів музичної мови.
Зона — смуга, в межах якої звук або інтервал, маючи різні якісні показники, зберігає єдину кількісну назву. Наприклад, смуга частот від 430 до 450 Гц, сприймається людиною, як звук ля1, що для слуху не переходить у соль-дієз1 або сі-бемоль1.
Поняття зони запропоноване М. О. Гарбузовим. Українські дослідники П. П. Барановський і Є. О. Юцевич назвали феномен зони біологічною комою. Вивчення природи зони дає можливість науково пояснити природу музичної інтонації.